# Рутули
Руту́ли (лат. Rutuli — від ранішого Rudhuli — «руді» або «біляві») — плем'я, що населяло територію сучасного Лаціо зі столицею у м. Ардеа (35 км на південний схід від Рима) до створення Римської держави. За Енеїдою рутули зі своїм царем Турном вороже поставились до прибульця Енея і його супутників. Згодом асимільовані римлянами.
У 6 столітті до нашої ери, на початку напівлегендарної історії Риму, сьомий і останній цар Луцій Тарквіній Гордий вів війну з рутулами. Тарквіній безуспішно намагався здобути штурмом Ардеа, а потім почав облогу міста. Війну перервала революція, яка повалила Римську монархію. Римська армія стала табором за межами Ардеа та вітала Луція Юнія Брута як нового лідера, що вигнав синів царя. Неясно, який був результат облоги чи війни.